# Джевхерриз Ханым-эфенди
Джевхерри́з Ханы́м-эфе́нди (тур. Cevherriz Hanım Efendi; 1860-е годы — после 1904 или 1940) — наложница (икбал) османского султана Мурада V. После смерти мужа была выдана замуж за главного цирюльника султана Абдул-Хамида II Бербербаши Хюсню-бея.

## Имя
Турецкий историк Недждет Сакаоглу указывает её именем «Джевхерри́з» (тур. Cevherriz), отмечая, то в гареме её звали «Джананья́р» (тур. Cananyar). Он также полагает, что наложница (гёзде) Мурада V Гевхери-ханым и Джевхерриз Ханым-эфенди в действительности были одной и той же наложницей. Исследователь Энтони Алдерсон называет её «Дженанья́р» (тур. Cenanyar). Турецкий мемуарист Харун Ачба указывает два варианта имени — «Джевхерри́з» (тур. Cevherriz) и «Гевхерри́з» (тур. Gevherriz).

## Биография
Недждет Сакаоглу пишет, что когда Мурад V был наследником престола, Джевхерриз-ханым преподавала султанским детям французский язык, которым владела в совершенстве, поэтому, должно быть, она была европейкой. Уже во время заточения в Чырагане после свержения Мурада она стала его женой с титулом икбал. О её происхождении и жизни ничего не известно. Турецкий историк Йылмаз Озтуна предполагает, что годы жизни Джевхерриз Ханым-эфенди выпали на 1860—1940 годы. После смерти Мурада V Джевхерриз была выдана замуж за главного цирюльника (бербербаши) Абдул-Хамида II Хюсню-бея. Сакаоглу предполает, что Джевхерриз Ханым-эфенди скончалась после 1904 года в Стамбуле.
Филизтен Ханым-эфенди в своих воспоминаниях называет Джевхерриз калфой (служанкой) и отмечает, что она стала наложницей (гёзде) Мурада еще до того, как он стал султаном. Кроме того, Филизтен пишет, что помимо обучения детей языку Джевхерриз общалась с иностранными врачами Мурада в качестве переводчика и служанки.
Турецкий мемуарист Харун Ачба приводит другую версию жизни Джевхерриз. Она родилась в 1863 году в близ Сочи в семье убыхского бея Халиля, который отдал дочь в султанский дворец во время Черкесского мухаджирства. Она росла в гареме будущего султана Мурада V и стала одной из девочек, которых наследник отправил в школу Нотр-Дам-де-Сион, где Джевхерриз в совершенстве овладела французским языком. Позднее, уже во время службы во дворце Чыраган, где после свержения проживал Мурад V, она завоевал благосклонность бывшего султана; их свадьба состоялась в 1879 году в Чырагане. Брак оставался бездетным, однако Джевхерриз обучала французскому детей Мурада от других жён. После смерти мужа Джевхерриз была отправлена в Бурсу, однако там она оказалась в нищете и написала прошение о помощи великому визирю; комитет партии Единение и прогресс рекомендовал Джевхерриз выйти замуж, чтобы не платить ей жалование как вдове султана. Джевхерриз-ханым вернули в Стамбул в 1914 году и выдали замуж за бывшего главного цирюльника Абдул-Хамида II Бербербаши Хюсню-бея. Брак не был счастливым, а сама Джевхерриз скончалась в Стамбуле в 1940 году.